# Litsea johorensis
Litsea johorensis Gamble – gatunek rośliny z rodziny wawrzynowatych (Lauraceae Juss.). Występuje naturalnie na Borneo oraz Półwyspie Malajskim (w malezyjskich stanach Perak, Kelantan, Terengganu, Pahang, Negeri Sembilan oraz Johor). 

## Morfologia
PokrójZimozielone drzewo dorastające do 18 m wysokości. Młode pędy są owłosione.
LiścieMają kształt od odwrotnie jajowatego do lancetowatego. Mierzą 10–56 cm długości oraz 4–22 cm szerokości. Są skórzaste. Nasada liścia jest klinowa. Blaszka liściowa jest o ostrym wierzchołku. Ogonek liściowy jest nagi i dorasta do 13–35 mm długości.
KwiatySą niepozorne, jednopłciowe, zebrane w grona złożone z baldachach, rozwijają się w kątach pędów lub bezpośrednio na pniach i gałęziach (kaulifloria).
OwoceMają jajowaty kształt.

## Biologia i ekologia
Roślina jednopienna. Rośnie w lasach. Występuje na wysokości do 1200 m n.p.m.